# Helianthemum sinuspersicum
Helianthemum sinuspersicum är en solvändeväxtart som beskrevs av Gholamian och F.Ghahrem.. Helianthemum sinuspersicum ingår i släktet solvändor, och familjen solvändeväxter. Inga underarter finns listade i Catalogue of Life.